# John Finnis
John Mitchell Finnis, född den 28 juli 1940, är en australisk moralfilosof, professor i juridik.
John Finnis är en av de ledande experterna på Thomas av Aquinos naturrättsfilosofi, katolsk moral och rättsfilosofi. Han är sedan 1966 verksam vid universitetet i Oxford.
John Finnis främsta arbete är Natural Law and Natural Rights i vilken han bemöter den rättspositivism som härskat inom juridiken sedan John Austin och H.L.A. Hart. Finnis menar dock att positivism och naturrätt är kompatibla eftersom den senare visserligen förutsätter ett förhållande mellan lag och moral, men inte kräver att moralen gör lagen gällande.